# Stora Björkegöl (Blädinge socken, Småland)
Stora Björkegöl är en sjö i Alvesta kommun i Småland och ingår i Mörrumsåns huvudavrinningsområde.